# Schakkebroek
Schakkebroek is een gehucht en parochie van Herk-de-Stad, een gemeente in de Belgische provincie Limburg. Het ligt ten zuidoosten van de stadskern en telt 1.927 inwoners (1 januari 2020). Schakkebroek is vooral bekend als geboorteplaats van de heilig verklaarde missiezuster en martelares Amandina van Schakkebroek. Haar geboortehuis werd ingericht als museum.

## Etymologie
De naam Schakkebroek is van Frankische oorsprong en betekent: beweeglijk moeras.

## Geschiedenis
Schakkebroek en het zuidelijker gelegen Terbermen vormden agrarische buitengehuchten van de heerlijkheid Herk. In 1795 telde Schakkebroek 175 inwoners terwijl Terbermen 66 inwoners telde.
De kinderen liepen school in Herk-de-Stad of in Stevoort en dienden elke dag een flinke afstand af te leggen. In het begin van de 20ste eeuw ontstond er nood aan een eigen school in Schakkebroek. Nadat de zusters Ursulinen van Herk-de-Stad door nalatenschap een stuk grond van 1,2 hectare verworven hadden, bouwden ze er in 1905 een schoolgebouw met enkele klassen en startten ze er met een meisjesschool.
In 1908 werd gestart met de bouw van een kerk op de plaats van een klein kapelletje aan de lindeboom waar de heilige Amandina dikwijls ging bidden. Het jaar nadien, in 1909, werd de parochie Schakkebroek, bestaande uit het gehucht zelf en de kleinere omliggende gehuchten Terbermen en Nonnekerkhof, opgericht. De parochie werd toegewijd aan Onze-Lieve-Vrouw Onbevlekt Ontvangen en men startte er onmiddellijk het jongensonderwijs op.
Schakkebroek groeide uit van een gehucht tot een klein dorp waarin ook plaats was voor een kleine sociale woonwijk  De Lindeboom. In 1967 vertrokken de zusters uit het dorp en werd de meisjesschool overgenomen door de parochie. In 1975 fuseerden beide scholen en in 1990 werd het basisonderwijs in de oude jongensschool stopgezet en overgebracht naar de nieuwe vleugel die aan de voormalige meisjesschool was bijgebouwd. Het inwonersaantal steeg verder tot 1892 inwoners in 1991 en tot een maximum van 1983 inwoners in 2001. Nadien vertoont het aantal inwoners een dalende trend. Nochtans werd in 2002 nog het oude klooster verbouwd en werden hierin enkele nieuwe klaslokalen voor de basisschool ingericht.

## Bezienswaardigheden
- De Onze-Lieve-Vrouw Onbevlekt Ontvangenkerk
- In Schakkebroek staat het geboortehuis van heilige Amandina (1872-1900). Het is nu museum en de schuur werd ingericht als Chinese kapel. Het gebouw is beschermd[1].
- Er bevinden zich in Schakkebroek nog heel wat typische vakwerkhoeven die als monument en dorpsgezicht beschermd werden.

## Trivia
- Op het kerkhof van Schakkebroek ligt Robert Maes begraven, een befaamde toneelspeler die bekendheid verwierf met de hoofdrol in Het gezin Van Paemel en jeugdreeksen als Johan en de Alverman en Kapitein Zeppos.
- Jozef Vos, priester-schrijver en missionaris in China, is geboren in Schakkebroek
- Léon Pétré , trompettist werd in Schakkebroek geboren

## Nabijgelegen kernen
Rummen, Wijer, Nieuwerkerken, Herk-de-Stad, Spalbeek, Stevoort
Deelgemeenten: Berbroek · Donk · Herk-de-Stad · Schulen

Dorpen: Schakkebroek

Belgische gemeenten · Arrondissement Hasselt · Limburg · Vlaanderen